# قائمة حلقات مغامرات فلاب جاك
مغامرات فلاب جاك هو مسلسل رسوم متحركة أمريكي أنشأه ثوروب فان أورمان لصالح كرتون نتورك . تدور أحداث المسلسل حول فلاب جاك هو فتى صغير لطيف الشكل يعيش على ميناء ستورمالونغ وقد ربته حوت اسمها بوبي، ولكن يلتقى بالكابتن كناكلز وهو قرصان سابق فيعرفه على المغامرات ويقنعه بذلك وتستمر الحكاية. يقيم فلاب جاك والكابتن كناكلز وبوبي في ميناء ستورمالونغ، حيث يبحثون دائمًا عن جزيرة الحلوى بعيدة المنال. أثناء وجودهم في ميناء ستورمالونغ، يحيط بـ فلاب جاك ورفاقه مجموعة من الشخصيات المتكررة التي تشمل بيبرمنت لاري، صاحب متجر الحلوى؛ دكتور يوليوس باربر، طبيب وحلاق ستورمالونغ ؛ دوك هاج، ضابطة إنقاذ القانون؛ سالي شراب، فتاة صغيرة تبيع الأصداف البحرية؛ و ويلي ذو الأذرع الثمانية، أخطبوط يحمل مخبأً سريًا من الحلوى.
تم عرض المسلسل لمدة 46 حلقة على مدار ثلاثة مواسم (90 حلقة). تم بثه في الأصل في عام 2007 كسلسلة من خمسة رسوم متحركة قصيرة وبعد ذلك كمجموعة من الحلقات التجريبية، تم عرض مغامرات فلاب جاك لأول مرة كسلسلة كاملة في 5 يونيو 2008، مع حلقة "عدة فرق تتسابق تحت البحر". تم بث الحلقة الأخيرة للمسلسل "سمكة خارج الماء" في 31 أغسطس 2010.

## نظرة على السلسلة
| الموسم | الموسم            | الحلقات | تاريخ البث الأصلي | تاريخ البث الأصلي |
| الموسم | الموسم            | الحلقات | بداية السلسلة     | نهاية السلسلة     |
| ------ | ----------------- | ------- | ----------------- | ----------------- |
|        | الحلقات التجريبية | 2       | 7 أيار 2007       | 7 أيار 2007       |
|        | الحلقات القصيرة   | 5       | 27 تموز 2007      | 24 آب 2007        |
|        | 1                 | 20      | 5 حزيران 2008     | 23 تموز 2009      |
|        | 2                 | 20      | 30 تموز 2009      | 28 حزيران 2010    |
|        | 3                 | 6       | 5 تموز 2010       | 31 آب 2010        |

## الحلقات

### الحلقات القصيرة (2007)
تم عرض هذه الحلقات القصيرة كجزء من برنامج Wedgies على قناة كرتون نتورك في عام 2008، وكانت مدتها أقصر (حوالي خمس دقائق) من الحلقة القياسية (حوالي 22 دقيقة، بدون إعلانات تجارية).
| الرقم في السلسلة | العنوان              | تاريخ البث الأصلي |
| --- | -------------------- | ----------------- |
| 01 | «الرائد»             | 27 يوليو 2007     |
| يجد فلاب جاك أن بيبرمنت لاري يرسل رسائل إلى السفن البحرية باستخدام أعلام الإشارة، وهو ما يقلده فلاب جاك ويؤدي إلى نتائج كارثية. |                      |                   |
| 02 | «بائع السمك»         | 3 أغسطس 2007      |
| يحاول "كناكلز" الحصول على سمكة من صاحب متجر دون مساومة، بينما يكسب "فلاب جاك" أموالًا إضافية لتسلية الجمهور.                     |                      |                   |
| 03 | «مرض البحر»          | 10 أغسطس 2007     |
| يستمر فلاب جاك في القفز إلى البحر، ليتم رميه مرة أخرى. عندما يرى كناكلز ذلك، يقول إن البحر سئم فلاب جاك.                        |                      |                   |
| 04 | «أنا فلوشي براشي»    | 17 أغسطس 2007     |
| يقنع الكابتن كناكلز فلاب جاك بأن المغامر الحقيقي لا ينظف أسنانه.                                                                |                      |                   |
| 05 | «ليلة مرصعة بالنجوم» | 24 أغسطس 2007     |
| يستمر "فلاب جاك" في إزعاج الكابتن "كناكلز" المتعب بشأن النجوم.                                                                  |                      |                   |

#### الحلقة التجريبية "الكابتن وتونيل"
"الكابتن وتونيل" هو الاسم المستخدم بشكل غير صحيح للحلقة القصيرة التجريبية التي كان من المفترض أن يتم بثها في الأصل كجزء من شبكة كرتون نتورك Wedgies . بعد أن تم إلغاؤها، تم الإعلان عنها كميزة إضافية على قرص DVD المجلد الأول من فلاب جاك ؛ ومع ذلك، لم تكن موجودةً على قرص DVD عندما تم إصداره. أكد منشئ المسلسل ثروب فان أورمان لاحقًا أن "الكابتن وتونيل" كانت حلقةً قصيرةً عاديةً وليست تجريبيةً. تم عرض مقطع قصير من الحلقة خلال مقابلة مع ثوروب على موقع Cartoonnetwork.com . اعتبارًا من عام 2011، تم بث حلقة "الكابتن وتونيل" فقط في فرنسا والمملكة المتحدة وبولندا خلال فترات الراحة التجارية.
| الرقم في السلسلة | العنوان          | تاريخ البث الأصلي |
| --- | ---------------- | ----------------- |
| 0 | «الطيار»         | 7 مايو 2007       |
| يلتقي فلاب جاك وبوبي مع كناكلز. يثبت فلاب جاك أنه مغامر بفوزه على ويلي ذو الأذرع الثمانية في مصارعة الذراع.                                      |                  |                   |
| 0 | «الكابتن وتونيل» | 7 مايو 2007       |
| كناكلز يقطع أظافر قدميه. يقوم فلاب جاك بجمعها ليصنع سفينة من أظافر القدم. بعد أن جعل فلاب جاك كناكلز يشرب حليب الحوت، تنمو أظافر قدميه مرة أخرى. |                  |                   |

### الموسم الأول (2008–09)
تم عرض الموسم الأول المكون من 20 حلقة رسميًا مع حلقة "عدة دوريات تحت البحر/عين البحر أنت" في 5 يونيو 2008، وانتهى بـ "تي هي تامي تانز" في 23 يوليو 2009. تم بث حلقة "هذه لفافة" كـ نظرة خاطفة في 26 مايو 2008. تم عرضت "لعنة ابنة وحش البحر" و"ملاكي الحارس يقتلني!!/مذكراتي العزيزة" على كومكاست حسب الطلب قبل عدة أشهر من مواعيد البث الفعلية. هذا هو أطول موسم في العرض حيث تحتوي كل حلقة مدتها نصف ساعة على جزأين مدة كل منهما 11 دقيقة.
| الرقم في السلسلة | الرقم في الموسم | العنوان                                | تاريخ البث الأصلي |
| ---------------- | --------------- | -------------------------------------- | ----------------- |
| 1                | 1               | «عدة دوريات تحت البحر»                 | 5 يونيو 2008      |
| 1                | 1               | «عين البحر أنت»                        | 5 يونيو 2008      |
| 2                | 2               | «الطفل كناكلز»                         | 12 يونيو 2008     |
| 2                | 2               | «الحياة الحلوة»                        | 12 يونيو 2008     |
| 3                | 3               | «عدة فراسخ فوق البحر!»                 | 19 يونيو 2008     |
| 3                | 3               | «هذه لفافة»                            | 19 يونيو 2008     |
| 4                | 4               | «الحلاقة وقص الشعر... صديقان!»         | 26 يونيو 2008     |
| 4                | 4               | «جزيرة كامي»                           | 26 يونيو 2008     |
| 5                | 5               | «مُدرس»                                 | 3 يوليو 2008      |
| 5                | 5               | «مُتذمر»                                | 3 يوليو 2008      |
| 6                | 6               | «حرق القدم»                            | 10 يوليو 2008     |
| 6                | 6               | «سلمها»                                | 10 يوليو 2008     |
| 7                | 7               | «كيف كان الغرب ممتعًا»                  | 17 يوليو 2008     |
| 7                | 7               | «كناكلز هو فأر قذر»                    | 17 يوليو 2008     |
| 8                | 8               | «عضلات الجلوس»                         | 24 يوليو 2008     |
| 8                | 8               | «العقدة المضحكة»                       | 24 يوليو 2008     |
| 9                | 9               | «البحث عن الحب في كل البراميل الخاطئة» | 31 يوليو 2008     |
| 9                | 9               | «أصدقاء اللحية»                        | 31 يوليو 2008     |
| 10               | 10              | «أوقات اللعب مع بونسي ماكالي»          | 7 أغسطس 2008      |
| 10               | 10              | «توازن»                                | 7 أغسطس 2008      |
| 11               | 11              | «جزيرة الجني الميكانيكي»               | 14 أغسطس 2008     |
| 11               | 11              | «الإنتقام»                             | 14 أغسطس 2008     |
| 12               | 12              | «يا أخي»                               | 21 أغسطس 2008     |
| 12               | 12              | «الكعكة الزائفة»                       | 21 أغسطس 2008     |
| 13               | 13              | «أقودهم وأبكي»                         | 4 ديسمبر 2008     |
| 13               | 13              | «قنافذ البحر»                          | 11 ديسمبر 2008    |
| 14               | 14              | «أوقات الحيتان»                        | 12 فبراير 2009    |
| 14               | 14              | «حشرات الحب»                           | 12 فبراير 2009    |
| 15               | 15              | «أرجل البحر»                           | 5 مارس 2009       |
| 15               | 15              | «لا شراب للفطائر القديمة»              | 12 مارس 2009      |
| 16               | 16              | «رجل النبات»                           | 19 مارس 2009      |
| 16               | 16              | «رؤوس السمك»                           | 26 مارس 2009      |
| 17               | 17              | «هناك شيء خاطئ»                        | 11 يونيو 2009     |
| 17               | 17              | «إنتهى الأمر باتمني»                   | 11 يونيو 2009     |
| 18               | 18              | «بن بوزلد»                             | 18 يونيو 2009     |
| 18               | 18              | «لعنة ابنة وحش البحر»                  | 25 يونيو 2009     |
| 19               | 19              | «ملاكي الحارس يقتلني!!»                | 2 يوليو 2009      |
| 19               | 19              | «مذكراتي العزيزة»                      | 9 يوليو 2009      |
| 20               | 20              | «الماس في الأشياء»                     | 16 يوليو 2009     |
| 20               | 20              | «تي هي تومي تامز»                      | 23 يوليو 2009     |